# یواس‌اس ال‌اس‌تی-۷۴۰
یواس‌اس ال‌اس‌تی-۷۴۰ (به انگلیسی: USS LST-740) یک کشتی بود که طول آن ۳۲۸ فوت (۱۰۰ متر) بود. این کشتی در سال ۱۹۴۴ ساخته شد.